# Деян Немець
Деян Немець (словен. Dejan Nemec; нар. 1 березня 1977, Мурська Собота) — словенський футболіст, воротар.
Насамперед відомий виступами за клуби «Мура 05», «Брюгге» та «Домжале», а також за національну збірну Словенії.

## Клубна кар'єра
У дорослому футболі дебютував у 1995 році виступами за команду клубу «Мура 05», в якій провів п'ять сезонів, взявши участь у 103 матчах чемпіонату. Більшість часу, проведеного у складі «Мури», був голкіпером основного складу команди.
Своєю грою за цю команду привернув увагу представників тренерського штабу бельгійського «Брюгге», до складу якого приєднався у 2000 році. Відіграв за команду з Брюгге наступні три сезони своєї ігрової кар'єри.
Протягом 2003—2004 років перебував на контракті в іншому бельгійському клубі «Антверпен».
У 2004 році повернувс на батьківщину, перейшовши до клубу «Домжале», за який відіграв 5 сезонів. Граючи у складі «Домжале» здебільшого був основним голкіпером команди. Завершив професійну кар'єру футболіста виступами за команду «Домжале» у 2009 році.

## Виступи за збірну
У 2002 році дебютував в офіційних матчах у складі національної збірної Словенії. Дебютний матч за збірну став єдиною офіційною грою Немеця за головну команду країни.
Втім, гравець був учасником чемпіонату Європи 2000 року у Бельгії та Нідерландах, чемпіонату світу 2002 року в Японії і Південній Кореї, на обох турнірах був резервним голкіпером словенців.

## Досягнення
- Чемпіон Бельгії (2):

«Брюгге»: 2002–03, 2004–05
- Володар Кубка Бельгії (1):

«Брюгге»: 2001–02
- Володар Суперкубка Бельгії (1):

«Брюгге»: 2002
- Чемпіон Словенії (2):

«Домжале»: 2006-07, 2007-08
- Володар Суперкубка Словенії (1):

«Домжале»: 2007